# Ertl Glas Stadion
Ertl Glas Stadion – stadion piłkarski w Amstetten, w Austrii. Obiekt może pomieścić 3500 widzów. Swoje spotkania rozgrywają na nim piłkarze klubu SKU Amstetten.